# Кильмансегг, Людвиг фон
граф Людвиг Фридрих фон Кильмансегг (нем. Ludwig von Kielmansegg; 17 октября 1765, Целле — 29 июня 1850, Гюльцов) — немецкий ганноверский придворный и военачальник.

## Биография
Людвиг фон Кильмансегг был сыном высокопоставленного юриста из Ратцебурга Фридриха фон Кильмансегга (1728-1800). Из двух его младших братьев, Фридрих фон Кильмансегг стал генералом от инфантерии, а Фердинанд фон Кильмансегг — генералом от кавалерии и военным министром Ганновера.
Людвиг фон Кильмансегг в молодости изучал юриспруденцию, после чего поступил на судебную службу курфюршества Ганновер. В 1791 году стал членом Военного совета (Кригсрата). В 1793—95 годах Людвиг фон Кильмансегг участвовал в боевых действиях против революционной Франции в Нидерландах, в войсках фельдмаршала Иоганна Людвига фон Вальмодена, после чего женился на его младшей дочери. Старшая дочь Вальмодена вышла замуж за Генриха Фридриха Карла фон унд цум Штейна, организатора так называемых реформ Штейна и Гарденберга в Пруссии.
В 1803 году Вальмоден вынужден был подписать Артленбургскую конвенцию с Наполеоном, которая фактически означала оккупацию Ганновера французскими войсками. На некоторое время после этого Людвиг фон Кильмансегг удалился в частную жизнь. Однако, в 1813 году он отправился в Англию, которая находилась в личной унии с Ганновером и отказывалась признавать его оккупацию, чтобы получить добро на создание новой Ганноверской армии, которая требовалась, чтобы сражаться против Наполеона. В этой новой армии Людвиг фон Кильмансегг стал генерал-майором, получил широкие полномочия, и тесно сотрудничал с братом своей жены, русским (на тот момент) генералом Людвигом фон Вальмоденом, войска под началом которого наступали на войска Наполеона на севере Германии.
После того, как войска Наполеона покинули Германию, Людвиг фон Кильмансегг ушёл с военной службы. Вместо этого в 1814 году он принял звание обер-шталмейстера Ганновера, который к тому времени был «повышен» до королевства, и оставался на этой должности вплоть до 1839 года.
Как и оба его брата, Людвиг фон Кильмансегг был масоном, и одно время замещал должность магистра масонской ложи Фридриха в Ганновере.
Людвиг фон Кильмансегг скончался в глубокой старости в своём доме в Гюльцове, Лауэнбург.

## Награды
Королевства Ганновер:
- Королевский Гвельфский орден большой крест (1815)[4]

Иностранных государств:
- Орден Саксен-Эрнестинского дома большой крест
- Орден Святой Анны 2-й степени (Российская империя)
- Орден Меча рыцарский крест 1-го класса (королевство Швеция)

## Семья
От брака с графиней Фридерикой Элеонорой Юлианой фон Вальмоден (12 июля 1776 — 18 февраля 1826) родилось несколько детей, в том числе:
- Шарлотта Огюста Луиза Вильгельмина (1797—1827), которая вышла замуж за графа Эриха фон Бернсторф-Гюльденштена (1791—1837).
- Людвиг Фридрих Георг (1798—1873), который был женат на Терезе фон унд цум Штейн (1803-1863), своей кузине, дочери Генриха фон унд цум Штейна.
- Эдуард Георг Людвиг Уильям (1804—1879), который был женат на  Юлиане фон Зестерфлет (1808-1880).
- И Александр Георг Август Фердинанд Фридрих (род. 1806).